# Kaducej
 Ovo je članak o grčkom simbolu. Za medicinski simbol koji se često naziva kaducejom pogledajte Asklepijev štap.
Kaducej (☤) (lat. caduceus, grč. κηρύκειον) ili Hermesov štap tipično je prikazan kao kratki glasnički štap isprepleten dvjema zmijama u obliku dvostruke uzvojnice, a ponekad nadvišen krilima. Tijekom kasne antike kaducej je vjerojatno služio kao osnova za astrološki znak koji je predstavljao planet Merkur, a u rimskoj ikonografiji često je bio prikazivan kako stoji u lijevoj ruci grčkog boga Hermesa (rimski bog Merkur), glasnika bogova, vodiča mrtvih i zaštitnika trgovaca, kockara, lažljivaca i kradljivaca.
Kaducej se često koristi kao simbol medicine, posebice u Sjevernoj Americi, zbog miješanja s tradicionalnim simbolom medicine Asklepijevim štapom koji ima samo jednu zmiju, a nema krila.

## Podrijetlo
Godine 1910. dr. William Hayes Ward otkrio je da su se simboli nalik klasičnom kaduceju pojavljivali nerijetko na mezopotamskim cilindričnim pečatima. On je postavio vrijeme nastanka simbola između 3000. i 4000. pr. Kr. i pretpostavio da bi taj znak mogao biti izvor grčkog kaduceja. A. L. Frothingham objedinio je istraživanje dr. Warda u svojem radu objavljenom 1916. u kojemu predlaže da je prototip Hermesa bilo "istočnjačko božanstvo babilonske ekstrakcije" predstavljeno u svojem najranijem obliku kao zmijski bog. Iz te perspektive kaducej je izvorno predstavljao samog Hermesa u njegovom ranom obliku kao boga Ningishzide, "glasnika Majke Zemlje". Ipak, nedavna istraživanja klasičnih znanstvenika ne spominju babilonsko podrijetlo niti Hermesa niti kaduceja.
Među Grcima kaducej je izvorno predstavljao heraldov štap. Latinska riječ caduceus (vjerojatno caduceum) adaptacija je grčkog kerykeion što označava "heraldov štap (ili palicu)", a potječe od kerux što znači "herald, glasnik" ili "javni vjesnik" što je pak povezano s kerusso što znači "objaviti" (česta heraldova dužnost). Pretpostavlja se da se glasnički štap razvio iz pastirske kuke u obliku račvaste maslinove grane urešene dvama vunenim povezima, zatim bijelim vrpcama i konačno dvjema isprepletenim zmijama. Međutim ne postoji objašnjenje čemu je takav predmet pastirima mogao korisno služiti kao funkcionalna kuka.
Jedan grčki mit o podrijetlu kaduceja čini dio priče o Tireziji koji je pronašavši dvije zmije tijekom parenja ubio ženku vlastitim štapom. Tirezija je istog trena pretvoren u ženu, a u tom obličju ostao je sve dok nije sedam godina kasnije ponovio svoj čin na mužjaku zmije. Ovaj štap sa svojom pretvorbenom moći došao je kasnije u posjed boga Hermesa. Drugi mit govori o tome kako je Hermes svirao liru izrađenu od kornjačina oklopa namijenjenu Apolonu koji ga je zauzvrat postavio za poslanika među bogovima s kaducejom kao simbolom njegove službe. Sljedeća priča govori kako je Hermes (ili točnije rimski Merkur) ugledao dvije zmije isprepletene u smrtonosnoj bitki. Razdvojivši ih svojim štapom, međusobno ih je pomirio, a kao posljedica toga nastao je štap s dvije zmije koji je predstavljao znak mira.
U Rimu Livije spominje kaduceatora (lat. caduceator) koji je vodio mirovne ugovore pod diplomatskom zaštitom kaduceja kojeg je nosio uza sebe.

## Varijacije
Na nekim oslikanim vazama antički prikazi grčkog kerikeja ponešto se razlikuju od onoga što se obično može vidjeti danas. Ti prikazi sadrže dvije zmije iznad palice (ili štapa) koje ukrižene tvore krug, a glave im nalikuju rogovima. Ova stara grafička forma s dodatnom ukriženom prečkom vjerojatno je činila osnovu za grafički znak Merkura koji se široko koristio u astronomskim, astrološkim i alkemijskim radovima. Druga pojednostavljena varijanta kaduceja može se pronaći u rječnicima gdje predstavlja "komercijalni termin" koji u potpunosti čuva asocijaciju Hermesa s trgovinom. U tom obliku štap je često oslikan s dva pridodana krila dok su zmije izostavljene (ili umanjene u obliku malenog kruga u sredini).

## Zabuna s Asklepijevim štapom
Kaducej se ponekad koristi kao simbol medicine ili liječnika (umjesto Asklepijeva štapa) iako ovaj simbol nema nikakve veze s Hipokratom, a bilo kakva povezanost s liječničkim umijećem je često nategnuta. Njegove pojedinačno neprikladne konotacije s krađom, trgovinom, prijevarom i smrću pružile su inspiraciju akademskom humoru:

Kao bog putova i tržnica Hermes je prije svega bio zaštitnik trgovine i debelog novčanika: kao korolar, bio je posebni zaštitnik putujućih trgovaca. Kao glasnik bogova nije donio samo mir na Zemlju (ponekad čak i mir smrti), već je i njegova blagoglagoljiva elokvencija uvijek mogla gore stvari prikazati boljima. Zar ne bi s tog gledišta njegov simbol bio prigodan za neke kongresnike, sve nadriliječnike, prodavače knjiga i dobavljače vakuumskih aparata za čišćenje, prije nego za terapeuta koji izravno iskazuje svoje misli? Kao pratilac umrlih do njihova podzemna prebivališta, njegov amblem bolje bi odgovarao mrtvačkim nego liječničkim kolima.

Bez obzira na sve, učinjeni su brojni pokušaji dokazivanja kako je kaducej prikladan simbol medicine i/ili medicinskih praktičara. Apologeti su predlagali kako je znak prikladan za vojno medicinsko osoblje zbog svoje konotacije neutralnosti. Neki su isticali navodno podrijetlo kaduceja iz babilonske mitologije (kao što je već opisano), a posebno su sugerirali povezanost s božicom Ištar kao "buditeljicom života i vegetacije u proljeće" kao potvrdu njene asocijacije s liječenjem, medicinom, plodnošću i moći.
Istraživanje američkih zdravstvenih organizacija iz 1992. godine pokazalo je kako 62 % profesionalnih udruženja koriste Asklepijev štap, dok među komercijalnim organizacijama njih 72 % koristi kaducej.
Prva poznata uporaba kaduceja u medicinskom kontekstu bila je tiskarska vinjeta koju je koristio švicarski medicinski tiskar Johann Frobenius (1460. – 1527.), a koji je koristio štap s isprepletenim zmijama, ali umjesto krila na vrhu se nalazila golubica s biblijskim epigrafom "budite mudri kao zmije i bezazleni poput golubica". Kaducej je očigledno koristio kao simbol Sir William Butts, liječnik Henrika VIII. Srebrni kaducej predstavio je John Caius na Caiusovom koledžu u Cambridgeu, te je nošen pred njim na jastuku kojeg je dobio u službenim posjetima koledžu te se do danas nalazi u posjedu koledža.
Međutim raširena zbrka oko navodnog medicinskog značenja kaduceja javila se kao posljedica događaja u SAD-u u 19. stoljeću. Ovaj se simbol pojavio na rožnjacima vojnih bolničkih poslužitelja najranije 1856. Kasnije je 1902. pridodan na uniforme vojnih medicinskih časnika. Ovu ideju proveo je kapetan Reynolds, koji je nakon nekoliko odbijanja glavnog kirurga, uvjerio novog načelnika brigadnog generala Williama H. Forwooda da usvoji njegov prijedlog. Proturječnost je primijetio nekoliko godina poslije knjižničar glavnog kirurga, no simbol je ostao nepromijenjen. Godine 1901. francuski mjesečnik vojne medicine naslovljen je La Caducée. Kaduceja je službeno prihvatio Medicinski odsjek vojske SAD-a 1902. godine. Nakon Prvog svjetskog rata kaducej je postao amblemom i Vojnog medicinskog odsjeka i Mornaričkog bolničkog korpusa. Iako je Američko udruženje liječnika neko vrijeme koristilo ovaj simbol, 1912. nakon opširne rasprave kaducej je napušten i umjesto njega je razborito odabran Asklepijev štap.
Daljnja zbrka uzrokovana je uporabom kaduceja kao tiskarske oznake (jer je Hermes bio bog elokvencije i glasnika), koja se pojavljuje u mnogim medicinskim knjigama kao tiskarska oznaka, iako je kasnije pogrešno zamijenjena za simbol medicine.

## Više informacija
- Asklepijev štap
- Higijejina zdjelica
- Aronov štap
- Zmija (simbolizam)
- Nehuštan